# جليلوند (مقاطعة إسلام آباد غرب)
جليلوند (بالفارسية: جلیلوند) هي قرية تقع في قسم حومة الشمالي الريفي (مقاطعة إسلام آباد غرب) في إيران. يقدر عدد سكانها بـ 34 نسمة .